# Jasper van Kuijk
Jasper van Kuijk (Den Haag, 1976) is een Nederlandse cabaretier, columnist en wetenschapper.

## Biografie
Van Kuijk groeide op in Julianadorp. Hij heeft een Nederlandse vader en een Zweedse moeder. Hij studeerde Industrieel Ontwerpen aan de TU Delft, waar hij daarnaast een cursus kleinkunst volgde. Uit deze cursus ontstond de elfkoppige cabaretgroep Delfts Blok die in 2001 op het Groninger Studenten Cabaret Festival de juryprijs won. Delfts Blok maakte twee avondvullende voorstellingen waarmee het drie seizoenen toerde.
In 2005 startte Van Kuijk als promovendus bij de faculteit Industrieel Ontwerpen in Delft, waar hij onderzocht hoe fabrikanten van consumentenelektronica omgaan met gebruiksgemak. In deze periode begon hij op te treden als solist en haalde de finale van het Griffioen-Zuidplein Cabaretfestival. Naar aanleiding hiervan werd hij opgenomen in 'De Cabaretpoel', waarin cabarettalent de kans krijgt zich al spelende te ontwikkelen.
In 2010 won Van Kuijk de jury- en publieksprijs bij het cabaretfestival Cameretten en sloot zich aan bij het impresariaat Kik Productions. In 2014 ontving Van Kuijk het Stijgend Applaus Stipendium voor de ontwikkeling van cabarettalent, dat hij gebruikte om een liedvoorstelling te ontwikkelen. Ook schreef Van Kuijk mee aan het 15e seizoen van het satirische televisieprogramma Koefnoen.
Twee weken na zijn winst bij Cameretten verdedigde hij zijn proefschrift. Hij is parttime als universitair docent werkzaam bij de TU Delft. Als ontwerpwetenschapper houdt Van Kuijk zich bezig met onderzoek naar gebruiksgericht ontwerpen en innovatie - wat moeten organisaties doen om gebruiksvriendelijke producten en diensten te kunnen leveren - en met publiek begrip van ontwerpen.
Van Kuijk kwam in theaterseizoen 2019-2020 niet met een nieuw cabaretprogramma, maar bracht met zijn gezin een jaar door in Zweden. Over zijn belevenissen in Zweden schreef hij een wekelijkse column in de Volkskrant, die de basis vormden voor het boek Bonusland. Van Kuijk keerde terug naar Nederland, ging in première met een nieuwe voorstelling en werkte weer bij de TU Delft, maar besloot na verloop van tijd alsnog te emigreren naar Zweden. Op het moment dat hij al in Zweden woonde, op 26 augustus 2022 won Van Kuijk het 20e seizoen van het tv-programma De Slimste Mens.

## Theatervoorstellingen
- ’t Kan Nie Op (2010-2013): Op basis van het halfuur van Cameretten ontwikkelde van Kuijk zijn debuutvoorstelling ’t Kan Nie Op, dat voornamelijk ging over de rol van televisie in de maatschappij. De voorstelling werd in mei 2013 door BNN uitgezonden in de serie HumorTV op 3 (NPO3).
- Schoon Schip (2013-2015): Voor deze voorstelling creëerde van Kuijk een marktwerkingsfundamentalisch alter ego, waarin elementen van zijn eigen leven waren verweven met dat van een principeloze zakenman. Deze voorstelling werd in 2015 uitgezonden door BNN-VARA.
- De Regels Zijn Als Volgt - liedvoorstelling (2015): In de staart van het seizoen 2014-2015 maakte Van Kuijk samen met bevriende muzikanten de liedvoorstelling De Regels Zijn Als Volgt. Deze voorstelling werd slechts vier keer uitgevoerd.
- Onder de Streep (2015-2017): Een meer persoonlijk cabaretprogramma waarin de vraag centraal stond of meer kennis altijd goed is.
- Janus (2017-2018): Over het toenemende 'extremisme' in meningen en maatschappelijke posities. De voorstelling werd aangekocht door Netflix.
- Tot Hier En Niet Verder (2020-2022): Over de persoonlijke en maatschappelijke weerstand tegen verandering.

## Columns
Tijdens zijn promotie schreef Van Kuijk columns in Delta, de universiteitskrant van de TU Delft, en hield hij een weblog bij over het gebruiksgemak van consumentenproducten. Dit weblog werd opgemerkt door nrc.next en in de zomer van 2013 schreef Van Kuijk voor deze krant onder de titel ‘ge-/mislukt product’ een serie gastcolumns over moeilijk (en makkelijk) te gebruiken producten. In 2015 kreeg hij een column in De Volkskrant, waarin hij onder de titel ‘Hoe moeilijk kan het zijn?’ denkfouten in hedendaags ontwerpen onder de loep neemt. In oktober 2016 kwamen deze columns gebundeld in boekvorm uit onder de titel Hoe moeilijk kan het zijn? en een tweede bundeling getiteld Ligt het nou aan mij? volgde in 2019. Ook schreef hij in de Volkskrant een wekelijkse column waarin hij verslag deed van de belevenissen tijdens zijn jaar in Zweden. Van 2014 t/m 2016 een maandelijkse column in het vakblad De Ingenieur, over ontwerpen, technologie en wetenschap.